# Олександра Миколаївна Романова
Олександра Миколаївна Романова (рос. Александра Николаевна Романова; 12 (24) червня 1825 — 29 липня (10 серпня) 1844) — велика княжна Російської імперії з дому Романових, донька імператора Російської імперії Миколи I та прусської принцеси Шарлотти, дружина принца Гессен-Кассельського Фрідріха Вільгельма.
Їй присвячене видання поеми «Наль і Дамаянті» Василя Андрійовича Жуковського.

## Біографія

### Ранні роки
Народилась 24 червня 1825 року в Царському Селі, де імператор Олександр I надав свій палац у розпорядження її батьків. Була четвертою дитиною та третьою донькою в родині великого князя Миколи Павловича та його дружини Шарлотти Прусської, яка після прийняття православ'я отримала ім'я Олександра Федорівна. Новонароджена була названа на честь тітки з батьківського боку — палатини Угорщини. З'явилась на світ після візиту батьків до Німеччини. Мала старшого брата Олександра та сестер Марію й Ольгу. Згодом сімейство поповнилося трьома молодшими синами: Костянтином, Миколаєм і Михайлом. В родині дівчинку кликали Адіні, бабуся Марія Федорівна називала її також «скарбом» (рос. «сокровище», фр. «Le bijou»).
За півроку після її народження батько став імператором Росії.

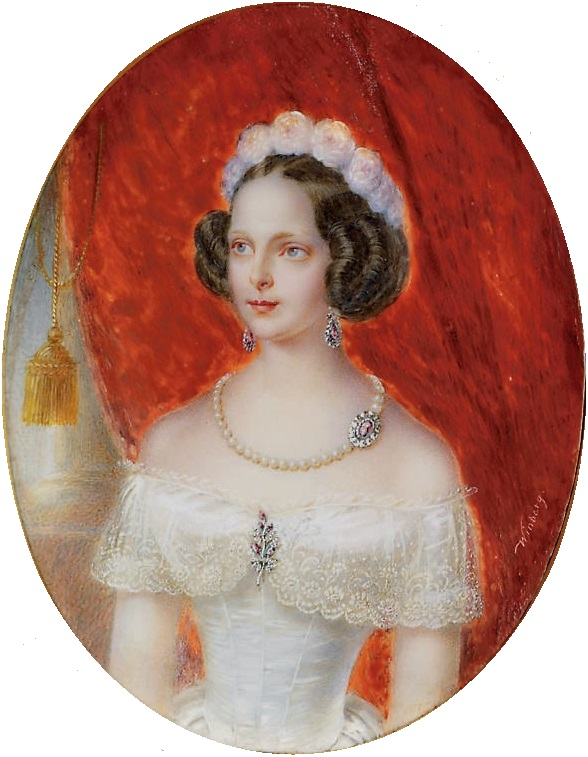
Портрет пензля Івана Вінберга

Холодну пору року родина проводила в Зимовому палаці Петербургу, навесні на кілька днів навідували палац Єлагіного острову, після чого переїздили до Царського Села, у липні — до Петергофського літнього палацу, а восени — повертались до Петербургу, де жили в Аничковому палаці. Під час маневрів мешкали в Гатчині або у Ропші.
Олександра була улюбленицею матері. Виховувалася разом із сестрами у простоті та строгості. За свідченням сучасників, покої дівчат на першому поверсі Зимового Палацу були позбавлені звичайних розкошів, книги для бібліотеки великі княжни купували на власні гроші, гардероб був скромним, і навіть свічки видавалися їм по нормі. Разом з тим, відносини в родині були доброзичливими, батьки виховували дітей в атмосфері довіри та любові, а також надавали їм досить свободи. Спілкувалися в сім'ї зазвичай французькою мовою. Адіні так і не навчилася вільно розмовляти російською.
Велика княжна Ольга так змальовувала сестру:
|  | «Чарівна дівчинка, безтурботна, як жайворонок, яка розповсюджувала навколо себе тільки радість. Вона привертала до себе увагу балаканиною та багатою фантазією... В одинадцять років вона могла вести за столом розмову, сидячи поруч із кимось незнайомим, як доросла, і не здаватися передчасно розвиненою: її граційна принадність та хитра мордочка говорили за себе. Всі в будинку любили її, діти придворних її віку просто обожнювали» |

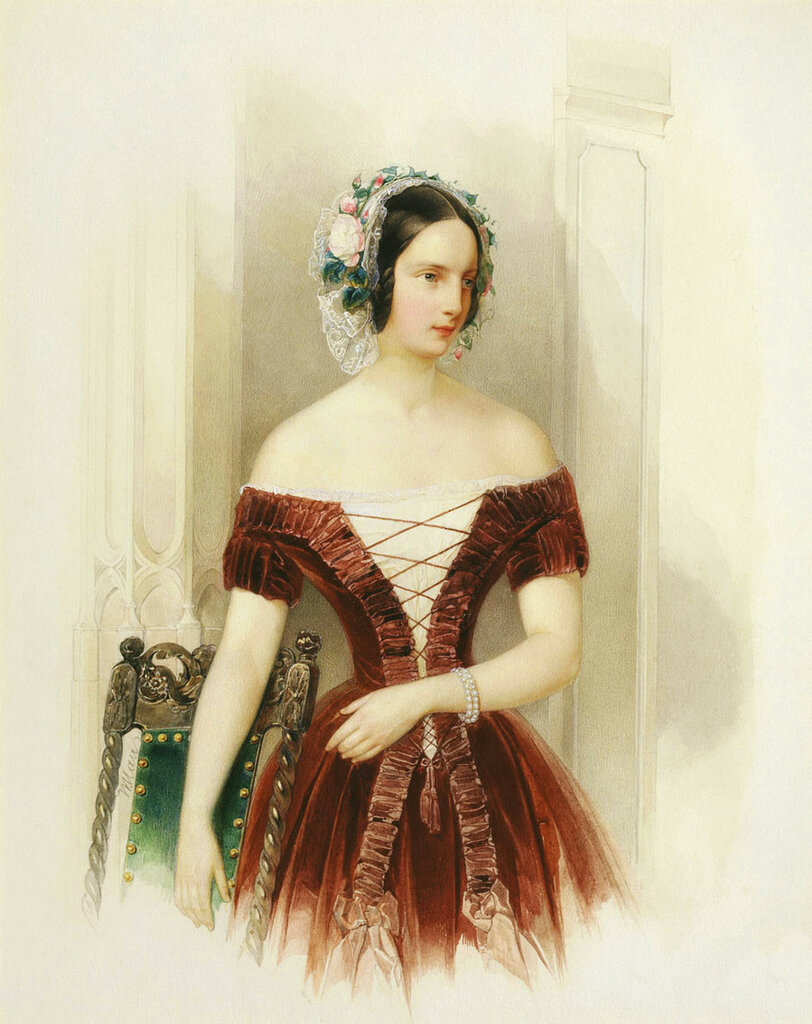
Портрет Олександри Миколаївни пензля В. І. Гау, близько 1840

Обоє росли хворобливими дівчатками, однак Олександра могла витримувати тривалі богослужіння без ознак втоми і на фоні старшої сестри виглядала майже здоровою. Полюбляла прогулянки верхи й активні ігри з молодшими братами. Втім, часто застужувалася і ще з підліткового віку мала періодичні болі у суглобах. Літо 1832 року провела разом із сестрами в Єкатериненталі у Ревелі, де їм були прописані морські купання.
Ольга свідчила: «Англійська вихователька, яка поставила собі завданням загартувати Адіні, виходила з неї на прогулянку у всяку погоду, що одного дня викликало сильний бронхіт і її життя було в небезпеці. Завдяки своєму прекрасному організму вона оговталася абсолютно, але з хворобою в ній зникла дитина. Близькість смерті зробила її зовсім іншою. Сенс життя та думки про потойбічне почали займати її… І, не дивлячись на це, вона аж ніяк не була натурою, яка губиться в невідомому, вона залишилася як і раніше веселою, стала тільки більш спокійною та гармонійною…»
Отримала добру домашню освіту під керівництвом низки педагогів. Матвій Максимович Тімаєв навчав її російської історії та географії, російської мови та словесності — поет Петро Олександрович Плетньов, арифметики — ординарний академік Едуард Давидович Коллінз, фізики — професор Емілій Християнович Ленц, закона Божого — протоієрей Василь Борисович Бажанов. Окрім цього вивчала хімію, всесвітню історію, французьку, німецьку й англійську мови та малювання. Чудово співала.
Разом із домашньою освітою великі княжни числилися у класах Смольного інституту шляхетних дівчат. Хоча більшу частину програм вони виконували вдома, при відвідуванні інституту родичами дівчата вдягали форму та вставали до рядів свого класу. З раннього віку їх також вчили розуміти та поважати потреби народу, прищеплювали співчуття до знедолених і видавали кожній на благодійність 5000 рублів сріблом на рік.

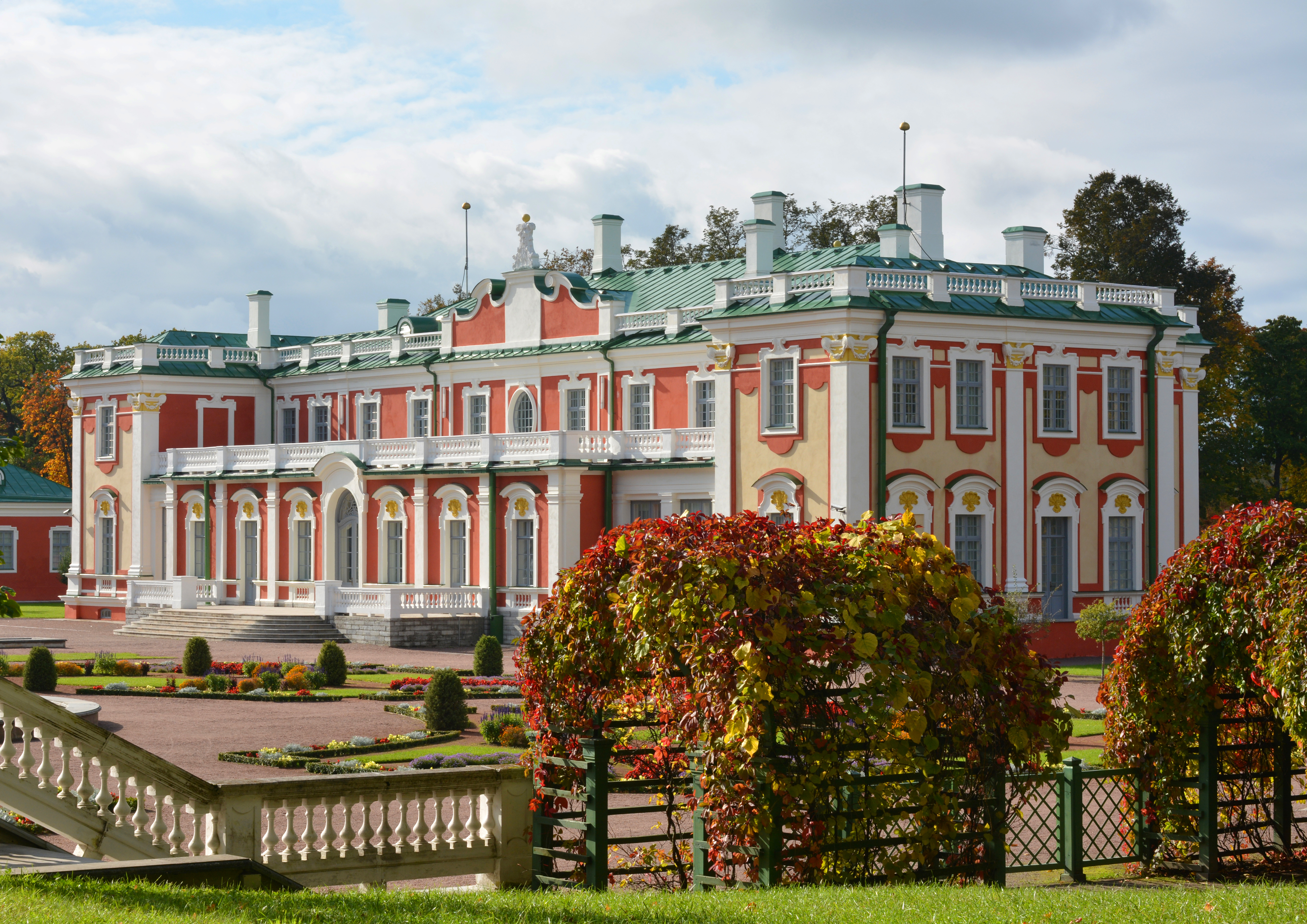
Єкатериненталь

Олександра полюбляла серйозне читання, віддавала перевагу релігійним книгам. Захоплювалася історією. Подорожуючи за кордоном, детально змальовувала в листах до сестер усі відвідувані країни, доповнюючи описи історичними екскурсами.
Побувала у Москві разом із батьками та братом Костянтином навесні 1835, а також у 1837 роках. У 1838 році разом із сестрами відвідала у Берліні діда Фрідріха Вільгельма III, улюбленицею якого була. Король вважав її «єдиною з сестер, схожою на пруссачку зі своїм кирпатим носиком і лукавим личком». Відмічали її схожість із бабусею — королевою Луїзою.
За характером Олександра відрізнялась від сестер. Найчастіше воліла бути «сама з собою»: полюбляла самотність і тишу, з десяти років віддавала перевагу заняттям музикою. Полюбляла слухати сонати та симфонії Бетховена, а у тринадцять років вже добре виконувала класичні п'єси. Мала чудове сопрано, діапазон якого охоплював три октави. Перший час із нею займалися співом придворні дами, згодом матір запросила викладача Соліві з Італії. Втім, стан здоров'я великої княжни призвів до змін голосу, що було помічено за рік вчителем. Соліві наполегливо рекомендував Олександрі тривале лікування в Італії, однак зрештою був просто звільнений. Втім, його наступниця також відзначала негаразди з голосом учениці.
Великі княжни знаходилися у Зимовому палаці, коли у грудні 1837 там почалася пожежа. Були терміново перевезені до Аничкового палацу. Після відновлення будівлі сімейство повернулося туди у листопаді 1839 року. До цього часу Марія взяла шлюб із Максиміліаном Лейхтенберзьким. Після весілля Олександра зблизилася з Ольгою. Дівчата товаришували також із фрейліною Вірою Столипіною. Найтісніші відносини Адіні мала із меншим братом Костянтином.
Влітку 1841 року тітка Марія Павлівна сподівалася оженити з котроюсь із сестер свого сина Карла Олександра, однак Микола І не підтримав даної ідеї.

### Заручини
Як потенційного нареченого для Ольги, у червні 1843 року до Росії запросили Фрідріха Вільгельма Гессен-Кассельського, старшого сина правлячого ландграфа Вільгельма. Юнак служив у гессенському війську та мав чин генерал-майора. Принц, попередивши, що «юні роки роблять його для одруження непридатним», прибув у супроводі свого друга, герцога Мекленбург-Шверіну, до Петергофу наприкінці місяця. Ольга Миколаївна писала про зустріч сестри з принцом: «Адіні, яка була застуджена та кашляла, не з'явилася за вечерею в перший день їхніх відвідин. Фріц Гессенський сидів за столом поруч зі мною. Мені він здався приємним, веселим, весь час готовим сміятися, в його погляді була доброта. Тільки наступного дня, незадовго до балу у Великому Петергофском палаці, він вперше побачив Адіні. Я була при цьому та відчула зараз же, що при цій зустрічі відбулося щось значне. Я злякалась; це була жахлива мить. Але я зараз же сказала собі, що не можу стати суперницею власної сестри».

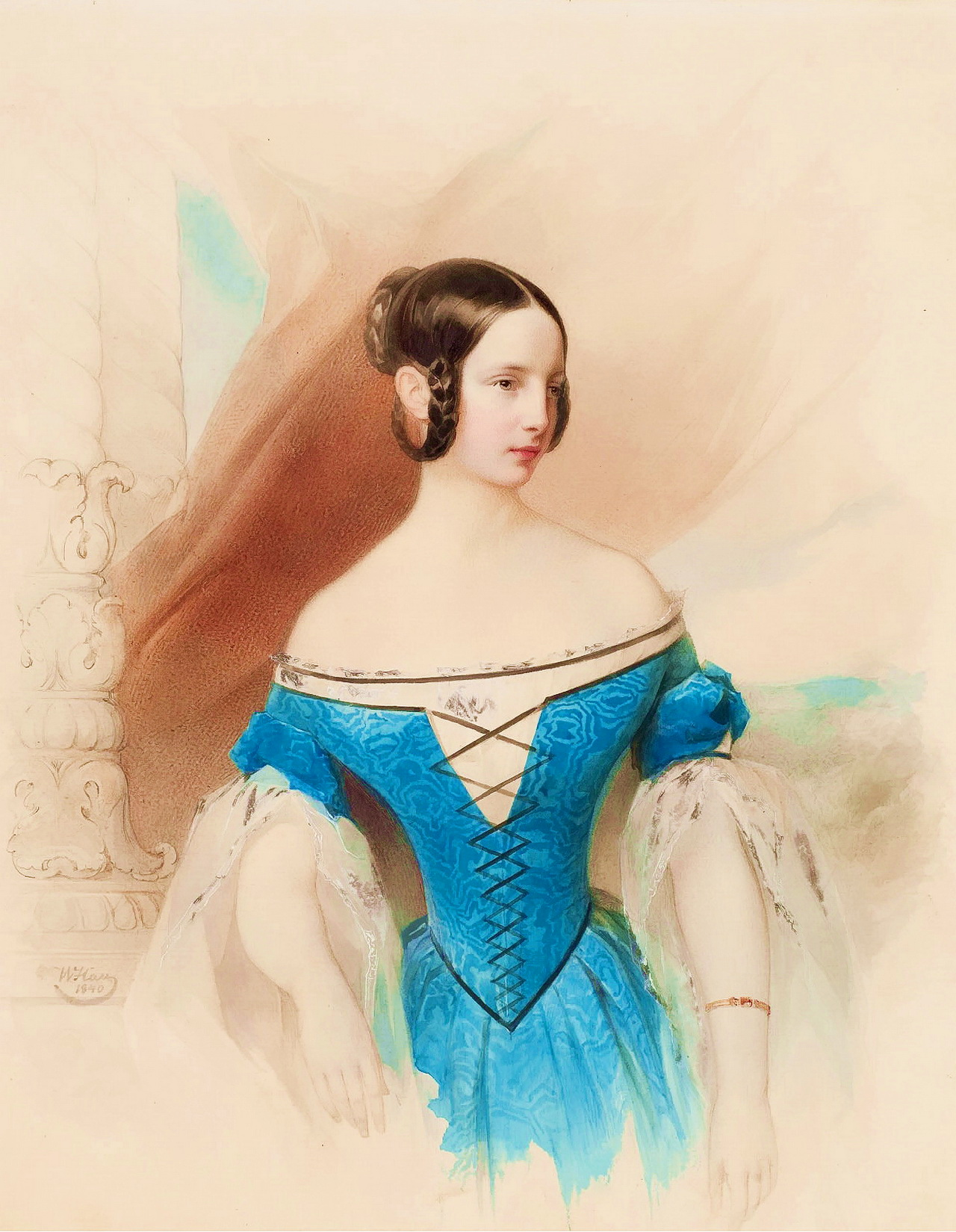
Портрет пензля В. І. Гау, 1843

На честь гостей влаштовувалися паради, маневри, поїздки по околицях столиці, пікніки та бали. Зрештою, принц запропонував стати його дружиною Олександрі. Не зважаючи на хворобу, дівчина виглядала квітучої красунею, і доктора знаходили, що вона цілком готова для шлюбу. Імператорське подружжя було задоволене взаємними почуттями пари. Олександра Федорівна писала брату-королю: «Обоє так страшно закохані одне в одного, що бачити їх поруч є справжнім блаженством». Хоча Фрідріх Вільгельм був відомий як «бідний принц» зі своїми 20 000 річного доходу, з політичної точки зору союз був прийнятним. Юнак був спадкоємцем гессен-кассельського трону через свого батька та данського — через свою матір. 12 липня відбулися заручини, шлюб було заплановано на січень.
Про дівчину писали:
|  | «Хто тоді бачив велику княжну, той повинен був сказати, що небо наділило своє найкраще творіння всіма талантами духу й усім блиском землі» |

.
Відразу після згоди почали готувати посаг. Зразком мало стати придане сестри Марії, брата Олександра та тіток з боку батька. Поряд із повним комплектом облаштунку для похідної церкви, у ньому значилися коштовності, хутра, меблеві гарнітури й екіпажі, срібні обідні та туалетні сервізи, порцеляну і скло, столова та постільна білизна, настільні прикраси, олов'яний кухонний посуд, вази монументальні та вази нічні, а також гардероб, що включав тканини, мережива й «незшиті сукні». Підбором останнього відала гофмейстерина Юлія Баранова. Більшість замовлень постачальникам була зроблена до початку серпня. Частина посагу Ольги, яка залишалася неодруженою, була віддана Адіні. Капітал приданого в один мільйон рублів сріблом, наполовину видавався після весілля, наполовину депонованувався в державному позиковому банку на батьківщині нареченої з річною виплатою їй відсотків.
Олександра в цей час писала в своєму щоденнику: «Кінчаю цей щоденник і, за дивною випадковістю, одночасно завершую своє дівоче існування. Воно було прекрасним, це існування, та дуже щасливим. Я не знала горя. Бог і люблячі мене люди допомогли мені запастися необхідним для мого майбуття. Воно розкривається тепер переді мною як зоря прекрасного дня. Так нехай же хмари, які його обкладуть, розсіються раніш, ніж настане вечір, а вечір мого життя нехай буде схожий на його зорю! Хай допоможе мені Бог!»
У серпні прийшли схвальні відповіді від дядька нареченого та його батька, після чого у сімейній каплиці був відслужений благодарчий молебень, а в палаці відбулася процедура принесення «законних» поздоровлень двору. Два дні потому Фрідріх Вільгельм залишив Росію до січня.

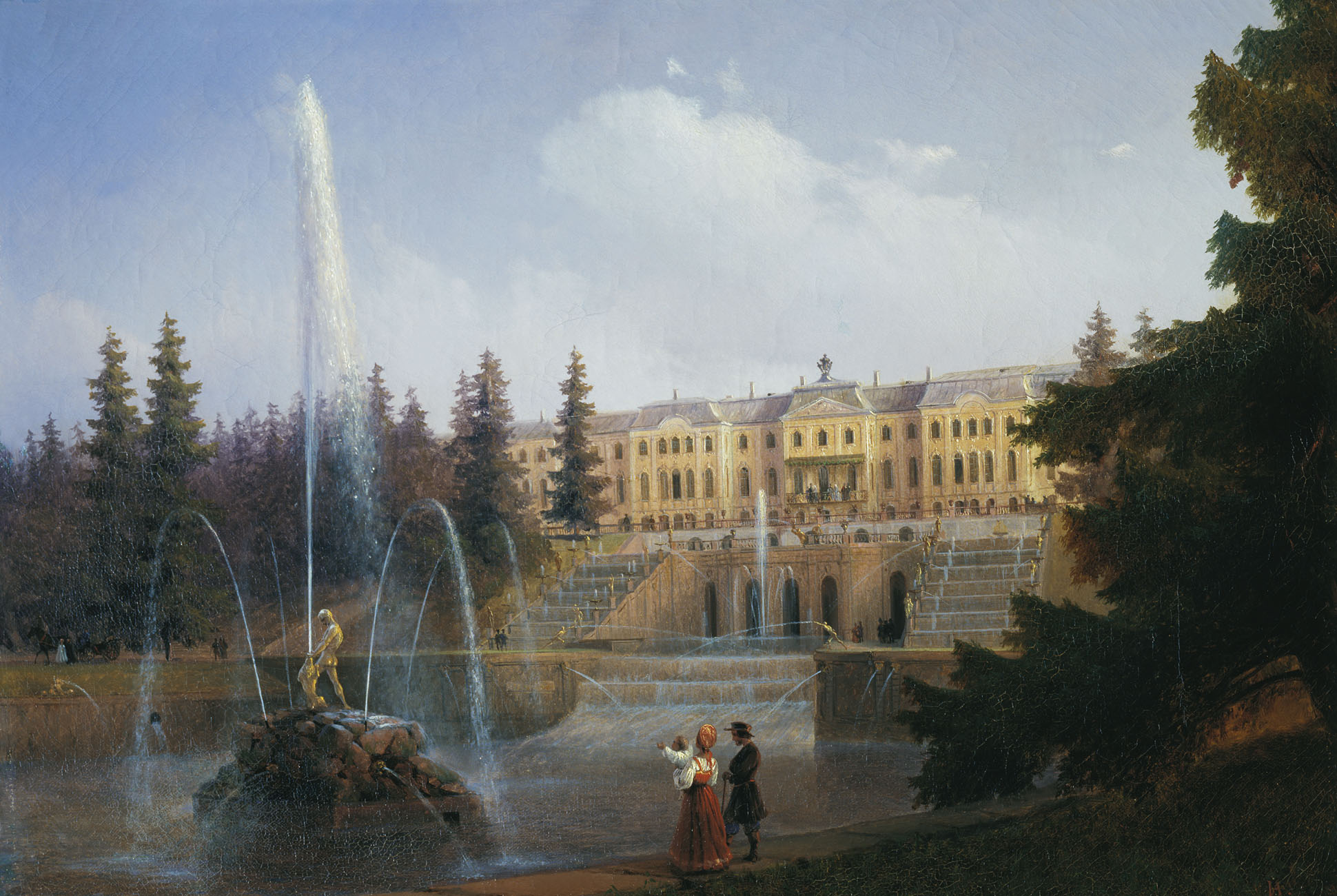
Великий Петергофський палац на картині І. Айвазовського, 1837, Петергоф

Того року у великої княжни з'явився кашель. Вихователька змусила її щоденно приймати морські ванни, які, як вважала, загартовують дівчину, що призвело до посилення симптомів. Пізньої осені Олександра відвідала із родиною Москву, де вперше звернули уваги на її швидку втомлюваність. Втім, до зими її стан покращав.
Олександра Федорівна в листі до майбутнього зятя відзначала, що його послання роблять Адіні щасливою: «Кожного разу, отримуючи Твого листа, вона червоніє від задоволення. Здоров'я її цілком в порядку, тільки щось дуже дивно, що кашель ще не зовсім пройшов». Лейб-медик Єгор Раух також не знаходив у стані великої княжни нічого загрозливого. Дівчина була поглинена вивченням данської історії та культури й проектуванням інтер'єрів спільного житла.
На початку січня у «Санкт-Петербурзьких відомостях» був опублікований церемоніал заручин, розроблений графом Нессельроде. Асигнувалися суми на роздачу бідним і викуп з в'язниці боржників, вчителям і гувернанткам, за складеним нареченою списком, були виплачені пенсії та нагороди.
Наречений із запізненням прибув 6 січня, що в Росії, за юліанським календарем, відповідало Святвечору 24 грудня. Два дні потому у Великій палацовій церкві пройшла церемонія релігійних заручин пари, яку провів митрополит Антоній.
За традицією, посаг нареченої два дні перед весіллям експонувався придворним.

### Шлюб
У 18 років Олександра стала дружиною 23-річного Фрідріха Вільгельма.  28 січня 1844 року в Малій церкві Зимового палацу відбулося вінчання за православним звичаєм, після чого перед протестантським алтарем в Олександрівському залі пройшов лютеранський обряд. Наречена була вдягнена у вінчальний наряд зі срібної парчі та «малинову оксамитову, підкладену горностаєвим хутром мантію з довгим шлейфом» і мала на голові корону, єдина з присутніх. З боку нареченого на святкуванні був присутнім батько Фрідріха Вільгельма, який захоплювався красою невістки та ставився до неї як до рідної доньки, князь Бентгаймський та данська свита.

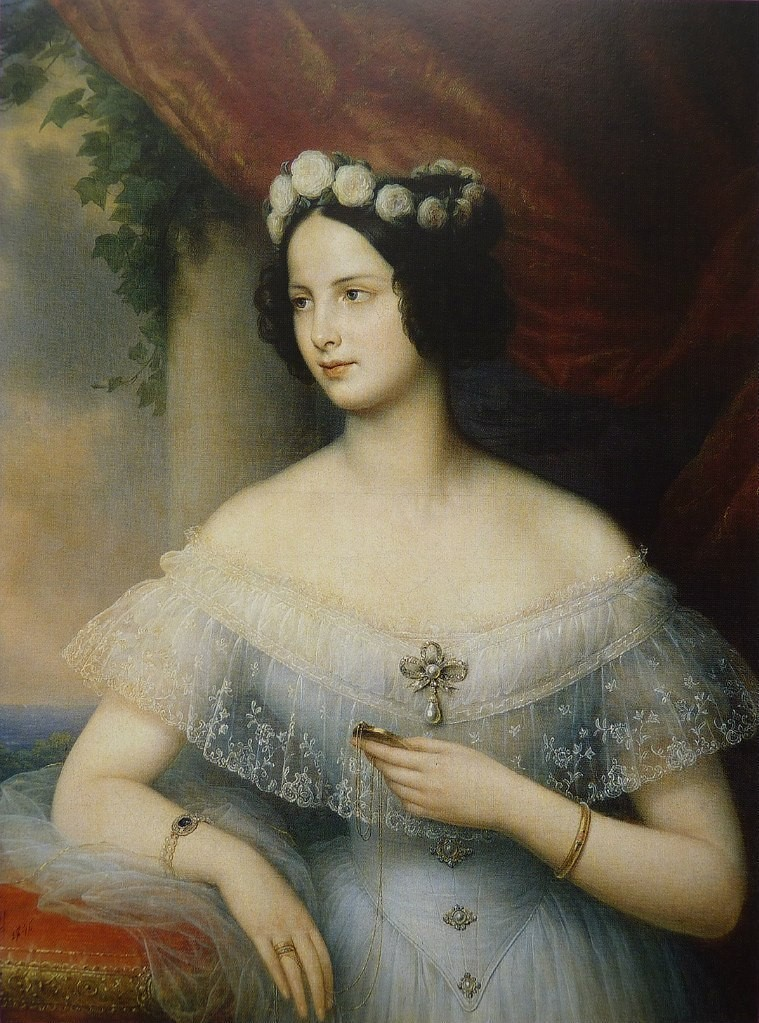
Портрет пензля Нікеза де Кейзера, 1843

Гармати Петропавлівської фортеці салютували 101 залпом. Потім послідували бенкет на 374 персони, концерт, в якому брали участь Джованні Батіста Рубіні, Антоніо Тамбуріні та Поліна Віардо, і бал. За кілька днів відбулося також весілля великої княжни Єлизавети Михайлівни із герцогом Нассау Адольфом I.
Перший час молодята займали великі апартаменти в північному флігелі Зимового палацу. На Великдень передбачався їхній від'їзд до Копенгагену, де для них мали підготувати палац, а також будинок біля моря для літнього відпочинку. На обстановку копенгагенської резиденції доньки Микола І виділив 57.143 рубля.
Світське життя тієї зими було насиченим. На честь пари були дані одинадцять великіх балів. Три рази на тиждень відвідували італійський або французький театр, між ними, часом, російський. Повертаючись з балу, влаштованого міністром Карлом Нессельроде, Олександра застудилася, що дало поштовх її хворобі, втім ніхто не звернув на це особливої уваги. У березні жінка ще відвідала концерт Клари Шуман. Наприкінці Великого посту переїхала із родиною до Аничкового палацу, де її стан почав гіршати і з'ясувалося, що княжна вагітна.
Запланований від'їзд до Данії було відкладено. Чоловік проводив час із Адіні, читаючи їй вголос.
Подружжя переїхало до Царського Села, де Олександрі стало краще. Вона могла недовго сидіти в саду або здійснювати невеликі прогулянки в екіпажі разом із чоловіком. Фрідріх Вільгельм дуже ніжно ставився до дружини. Звістку про необхідність жити з ним окремо велика княжна прийняла з розпачем. Втім, згодом будь-яка діяльність, у тому числі читання, почали дуже швидко втомлювати її.
У травні зібраний імператрицею консиліум лікарів поставив діагнозом швидкоплинні сухоти. Одне легке княжни було настільки уражено, що надії на одужання практично не було. Лікування хвороби ускладнювалося у зв'язку із вагітністю. Імператора, який перебував із візитом у Лондоні, сповістив про хворобу лейб-медик Мартін Мандт.
Аби убезпечити життя дитини, лікарі забороняли жінці прогулянки та прописали постійний постільний режим. Наприкінці липня княжна востаннє вийшла до саду, за допомоги батька та чоловіка. Незважаючи на постійний спокій, у ніч з 9 на 10 серпня у Олександри почалися перейми і вранці вона народила шестимісячного сина Фрідріх Вільгельм Миколай (нар. та пом. 10 серпня 1844) прожив кілька годин.

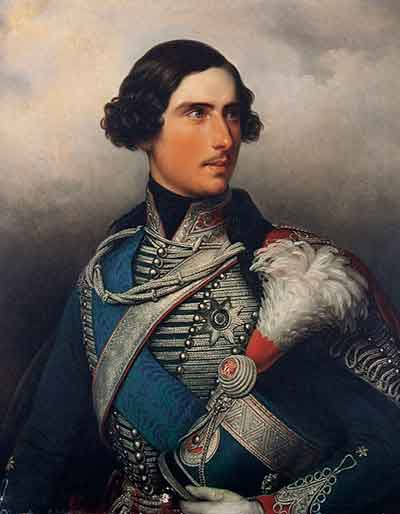
Портрет Фрідріха Вільгельма пензля Карла Штейбена, 1843

Перед пологами була сповідана та отримала причастя від православного священника Бажанова. Немовля було охрещене дідом. Лютеранський пастор, що прибув пізніше, підтвердив здійснення хрестин. На прощання Олександра встигла сказати кілька заспокійливих слів своєму чоловіку. Про смерть сина їй не повідомили. О 4 годині того ж дня вона померла, не приходячи до тями. Надвечір велику княжну перенесли до каплиці Александрівського палацу, прикрашену квітами, де вона лежала із немовлям на руках.
13 серпня була похована у Петропавлівському соборі Петропавлівської фортеці Санкт-Петербурга. Після відкриття у 1908 році Великокняжої усипальні поруч із собором, прах великої княжни та семи її родичів було перенесено туди.
17 серпня була відслужена панихида. Того ж дня Фрідріх Вільгельм залишив Росію. За день перед цим він пожертвував на благодійність капітал, рівний вартості коштовностей з посагу дружини.
За рішенням спеціального комітету, очолюваного спадкоємцем престолу, на ці кошти була заснована жіноча лікарня на 50 ліжок. У 1845—1848  роках її будівництвом займався відомий зодчий Олександр Брюллов. Призначалася лікарня, в основному, для хворих на сухоти й обійшлася принцу у 110 тисяч рублів сріблом. На другому поверсі будівлі була розміщена церква Святої мучениці Цариці Олександри, освячена у присутності членів імператорської родини. Для її облаштунку було використане церковне приладдя з посагу княжни. Наразі в будівлі розміщується нейрохірургічний інститут імені професора А. Л. Полєнова.
В кімнаті Александрівського палацу у Царському Селі, де померла Адіні, її батьки влаштували молельню, в центрі якої на іконостасі помістили ікону, написану Карлом Брюлловим, «Свята цариця Олександра, піднесена на небо», якій художник надав риси великої княжни.
У 1845 році Фрідріх Вільгельм Гессен-Кассельський відвідав Росію до дня смерті дружини. Зі своячкою Ольгою він побував у Царському Селі та Петропавлівській фортеці. У палацовій каплиці за Олександрою була відслужена панихида. До кінця життя 10 серпня кожного року чоловік носив траурний одяг.

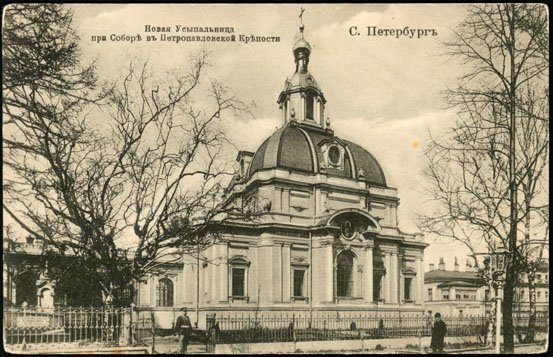
Великокняжа усипальня

Принц також отримав посаг дружини та проценти з її приданого капіталу. Його батько просив у імператора повернути все до Росії, однак згоди не отримав. Олександра Федорівна, втішаючи зятя, запевняла, що всі ті речі знадобляться колись його наступній дружині. У 1853 році Фрідріх Вільгельм узяв другий шлюб із Анною Прусською, отримавши перед цим дозвіл від батьків першої жінки. Вона згодом свідчила: «Всюди речі з Росії, більше того, без цих чудових царських подарунків та спадщини від Адіні наш будинок навряд чи був би таким, яким він є. Все гарне та красиве, що має Фріц, походить звідти».
Микола I вважав смерть доньки покаранням за кров, пролиту в рік її народження під час повстання декабристів. Небоги великої княжни, доньки сестри Марії та брата Олександра, які народились у 1840 та 1843 роках відповідно й отримали ймення Олександри, померли в дитячому віці. Згодом цим іменем ніколи не називали великих княжон.
Із заповіту імператора Олександра II, складеного у 1876 році, відомо, що в його кабінеті в Зимовому палаці постійно перебувало три портрета молодшої сестри: на робочому столі, на стіні та на «на дверях», а також картина, що зображала пуделя Гусара, написана Адіні.

## Цікавий факт
Однією з виховательок великої княжни Олександри була англійка Юлія Браун, яка у 1836 році стала дружною вихователя великого князя Костянтина Федора Літке.

## Нагороди
- Великий хрест ордену Святої Катерини (Російська імперія) (1825).

## Вшанування пам'яті

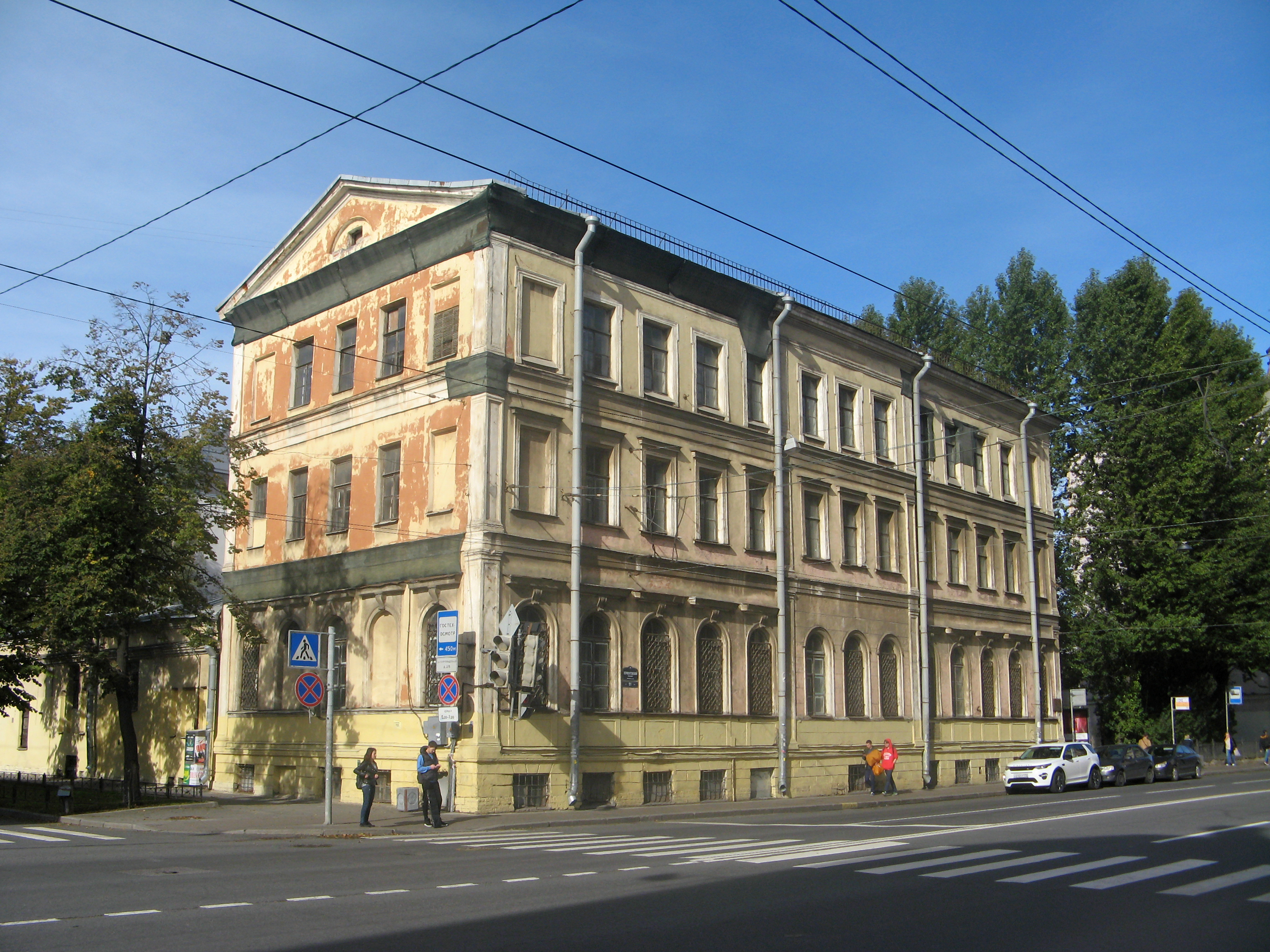
Будинок дитячого притулку імені великої княгині Олександри Миколаївни

- Будинок дитячого притулку імені великої княгині Олександри МиколаївниМеморіальна лава у парку Александрія, споруджена у 1844—1847 роках. Наразі знаходиться у Нижньому парку Петергофу.
- У 1846—1848 роках у Петербурзі Альбертом Кавосом був збудований дитячий притулок, який отримав ім'я великої княгині Олександри Миколаївни.[19] Діяв до 1919 року. У 1868 році при притулку була збудована церква Святої мучениці Цариці Олександри, яка існувала до 1938 року. У 1997 році відновили діяльність церкви як домової, а 6 грудня 2001 року — відкрили двері притулку.[20]
- 10 серпня 1848 року у Петербурзі була відкрита Олександрінська жіноча лікарня для сухотних і хронічно хворих, спроектована Олександром Брюлловим.
- Пам'ятник роботи Івана Віталі у вигляді каплиці зі статуєю великої княжни з дитиною на руках, відкритий у 1850 році в Царському Селі.[21]
- Село Сашино, засноване у 1851 році.
- Церква святої мучениці цариці Олександри, зведена у 1851—1854 роках у селі Низино.[22]